# 네미리우

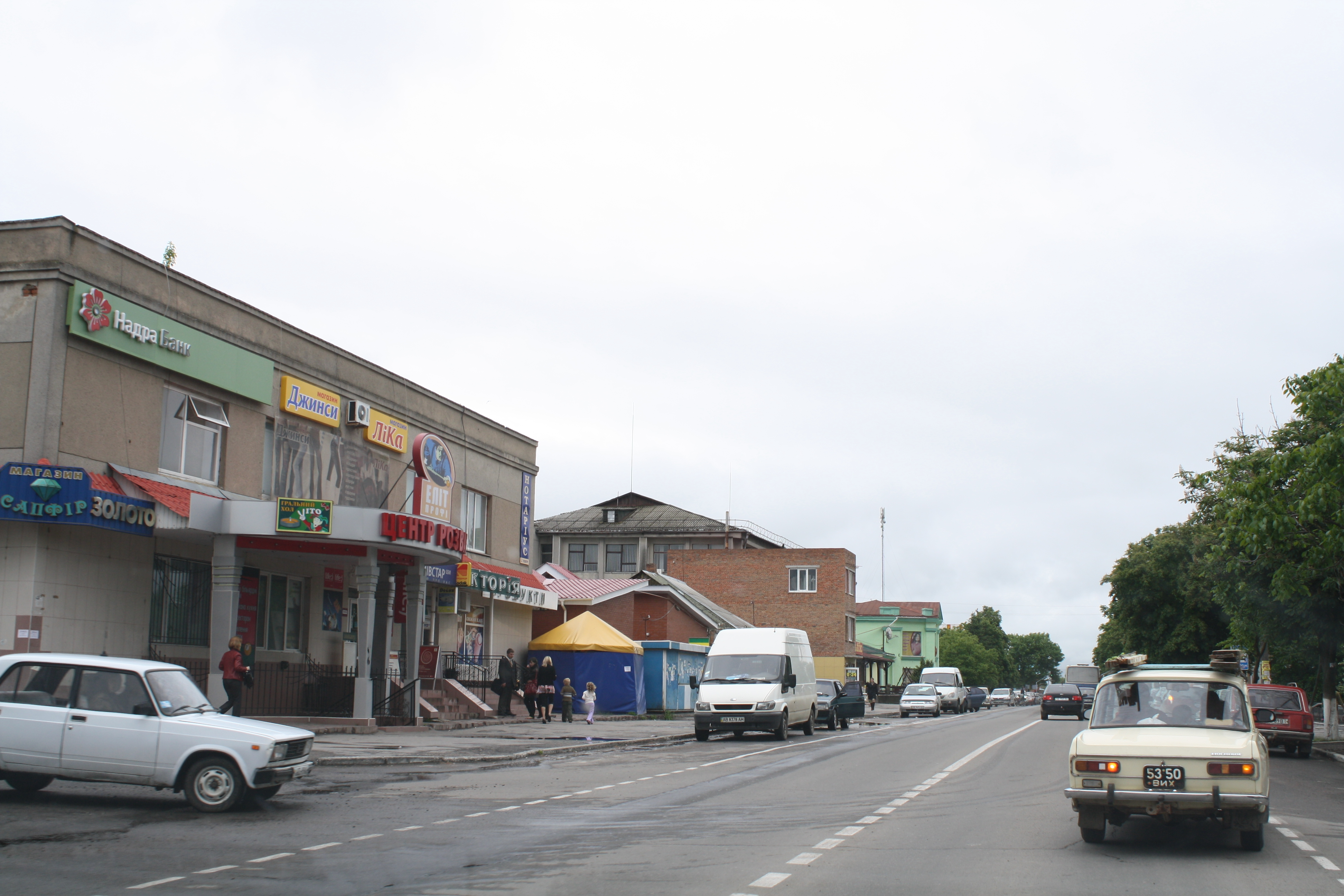
네미리우 시가지

네미리우(우크라이나어: Немирів, 러시아어: Немирoв 네미로프[*], 이디시어: Niemirów 니에미루프)는 우크라이나 서부에 위치한 빈니차주의 도시로 인구는 11,829명(2015년 기준)이다.
폴란드의 지배를 받고 있던 1506년에 폴란드의 귀족 가문인 즈바라스키 가문, 포토츠키 가문이 소유한 영지가 형성되었으며 17세기에는 카자크 전쟁의 중심지였다. 1737년에는 러시아-튀르크 전쟁을 종식시키기 위한 러시아 제국, 합스부르크 군주국, 오스만 제국 간의 평화 회담이 열렸다.

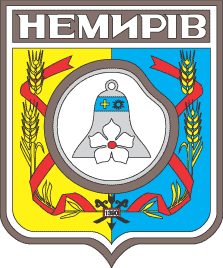
시 문장